# Vizediktator
Vizediktator ist eine deutsche Rockband aus Berlin. Seit ihrer Gründung in den 2010er Jahren hat sie zwei Alben und zahlreiche EPs veröffentlicht.

## Geschichte
Vizediktator wurde in den frühen 2010er Jahren in Berlin gegründet. 2013 erschien die erste EP Vizediktator Sheriff-EP. Ihr Debütalbum Kinder der Revolution wurde 2018 veröffentlicht und erhielt positive Kritiken in der Musikszene. 2022 folgte das zweite Album Was kostet die Welt.

## Stil und Einflüsse
Die Musik von Vizediktator zeichnet sich durch eine Mischung aus Punk, Indie-Rock und Power Pop aus, ihre Texte behandeln oft gesellschaftspolitische Themen.

## Rezensionen
- Ox-Fanzine: In ihrer Rezension zur EP "Schere" betonte das Magazin, dass die Band punkiger, lauter und wilder geworden sei, was ihnen gut stehe. Die vier neuen Songs des Berliner Quartetts seien kratziger und dreckiger, aber dennoch eingängig.[1]
- Pretty in Noise: Das Online-Magazin bewertete das Debütalbum "Kinder der Revolution" mit 8 von 10 Punkten. Es hob hervor, dass Vizediktator mit ihrem groben, melancholischen Sound an den Säulen der Gesellschaft rütteln und sich mit sozialkritischen Themen auseinandersetzen.[2]
- Visions: In der Rezension zum Debütalbum "Kinder der Revolution" (2018) vergab das Magazin 9 von 12 Punkten. Der Rezensent Ingo Scheel betonte die politische und romantische Dimension der Band und beschrieb ihre Musik als Mischung aus Bloc-Party-Stakkato und erdigem 70er-Straßenrock.[3]
- Vizediktator wurde in mehreren Top 100-Listen von radioeins erwähnt. Beispielsweise wurde ihr Lied "Herz Aus Wachs" in die Liste der "100 besten Lieder über Körperteile" aufgenommen.[4]

## Diskografie

### Alben
- 2018: Kinder der Revolution (Sportklub Rotter Damm)
- 2022: Was kostet die Welt (Cargo Records)

### EPs und Singles (Auswahl)
- 2013: Vizediktator Sheriff-EP
- 2019: Schere EP
- 2020: Gerd & Mia
- 2020: Aufgewacht in Potsdam
- 2020: Patridioten
- 2022: Herz aus Wachs
- 2022: 2001
- 2022: Neben dem Gleis
- 2022: Kopfnuss